# Giustiniano Participazio
Giustiniano Participazio (Latin: Agnello Iustinianus Particiacus) est 11e doge de Venise élu en 827.

## Biographie
Giustiniano Participazio est le fils du doge Angelo Participazio, il est envoyé par celui-ci en mission à Constantinople pour renouer les liens de Venise avec le basileus des Romains Léon V l'Arménien dont il reçoit le titre de hypatus (consul). De retour à Rivoalto, Giustiniano ramène avec lui, en signe d'amitié de Léon, les reliques de saint Zacharie et l'argent suffisant pour édifier en l'honneur du saint une église et un couvent.
À son retour, il découvre que son père, en son absence, a nommé son plus jeune frère Giovanni co-Dux (ci-régent). Giustiniano s'exile avec sa femme dans le palais voisin de l'église de San Severo.
Son père est contraint de déposer Giovanni, nommant Giustiniano nouveau co-Dux, ainsi que son autre fils Angelo II (818). Giustiniano n'est pas entièrement satisfait et demande l'exil pour son frère à Zara. Giovanni réussit à fuir et à rejoindre la Slovénie et de là Bergame, l'empereur Louis le Pieux pour demander le soutien des Francs. Informé des évènements, Giustiniano et son père Angelo envoient à Louis des ambassadeurs pour demander que Giovanni leur soit confié. Louis qui souhaite avoir des bons rapports avec Venise et ses protecteurs byzantins accepte la requête. Giovanni est conduit à Venise et immédiatement exilé, cette fois en un lieu plus sûr : Constantinople.
À peine, la rébellion de Giovanni est résolue qu'en 820 les deux doges doivent affronter une conjuration organisée par le patriarche de Grado Fortunato da Trieste avec l'aide de quelques nobles vénitiens. Le complot découverte, Giustiniano et Angelo font exécuter deux des chefs, Giovanni Tornarico et Bono Brandesso, mais ne réussissent pas à mettre la main sur un troisième, Giovanni Monetario, et surtout sur le patriarche, qui a fui en territoire impérial. Les biens de  Monetario sont confisqués et Fortunato déposé et remplacé par l'abbé de San Servolo, qui prend le nom de Giovanni V.
À peine cinq ans plus tard, Giovanni V renonce à sa charge, les doges acceptant son retour à la vie monastique, ils nomment à sa place Venerio Trasmondo. Les Parteciaci font don aux moines de San Servolo de terrains où sera érigée l'abbaye de Sant'Ilario.
Entre-temps, en Orient, Léon ayant perdu son trône, et Michel II étant devenu le nouvel empereur, Giustiniano envoie son fils Angelo II lui rendre hommage et lui confirmer la fidélité de Venise. Pendant sa présence à Constantinople, Angelo II meurt laissant  Giustiniano sans fils.

### Doge

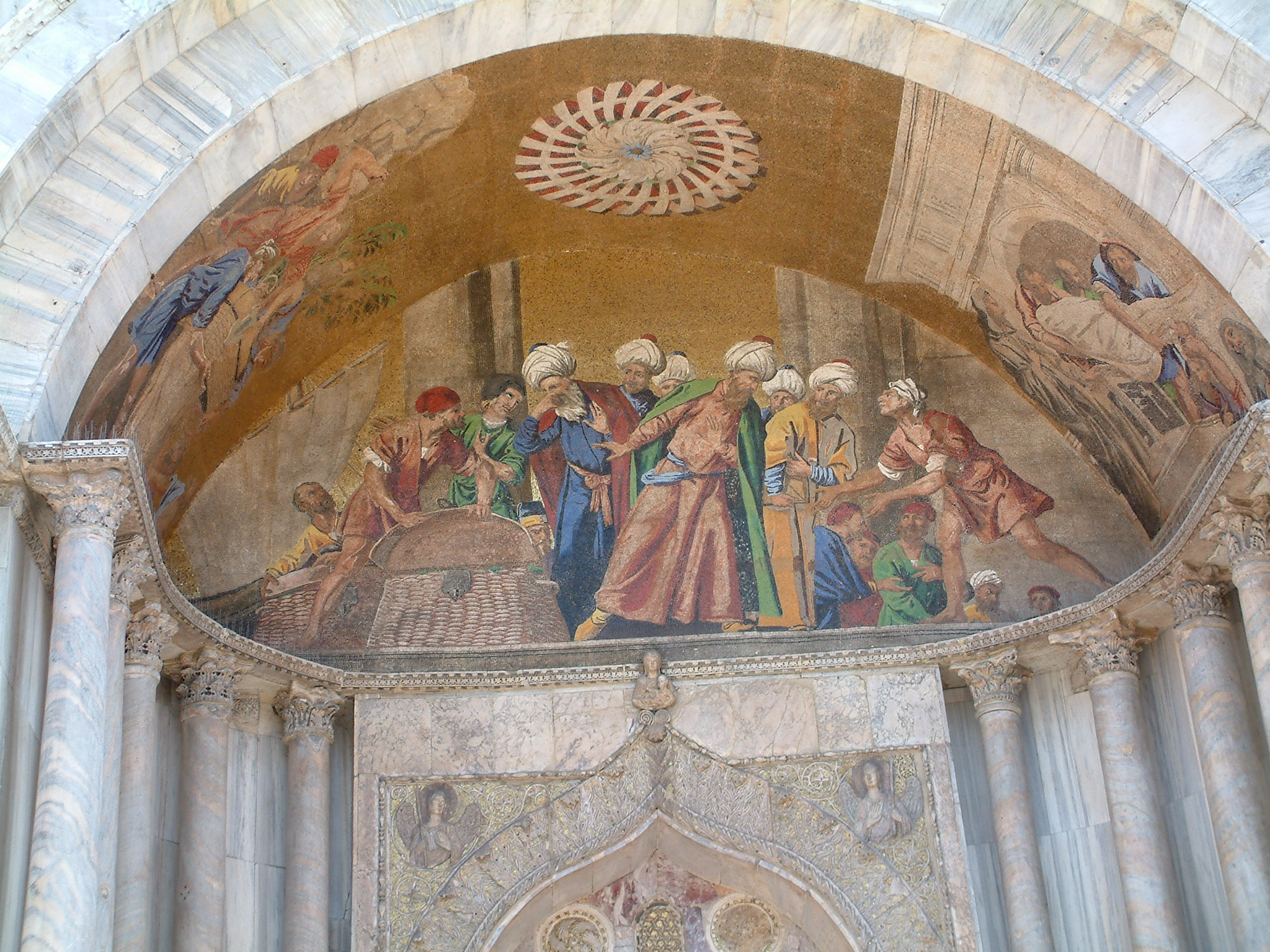
Saint Marc soustrait dans une représentation de la façade de la basilique Saint-Marc de Venise.

À la mort de son père, en 827, Giustinano, désormais âgé, reste l'unique doge.
L'empereur  d'Orient demande l'aide militaire de Venise pour une expédition contre les Sarrasins en Sicile, ce qui prouve la reconnaissance de la puissance militaire de Venise alors naissante : la victoire de cette expédition augmentera le prestige de la ville.
Presque en même temps, le 6 juin de cette même année, l'empereur tente de déclencher une nouvelle manœuvre en convoquant à Mantoue un concile pour rétablir la primauté du patriarche d'Aquilée sur la province ecclésiastique de Grado. Conformément à son attente, le concile délibère en faveur de la soumission des diocèses de l'Istrie à l'autorité de Massenzio et l'appel de son rival, le patriarche de Venerio au pape resta sans réponse en raison de la mort imprévue du pape Eugène II.
La situation est particulièrement difficile pour l'église vénitienne lorsque se produit l'évènement le plus important de son histoire : le transfert du corps de saint Marc évangéliste. Depuis sept siècles, la tradition attribue au saint l'évangélisation des habitants de la lagune et d’Aquilée et beaucoup de gens se rendent en pèlerinage à Alexandrie pour vénérer sa dépouille. Deux marchands vénitiens, Buono di Malamocco et Rustico di Torcello, sur ordre de Giustiniano corrompent deux moines alexandrins et transfèrent le cercueil, lui faisant passer la frontière recouvert de viande de porc, impure pour les musulmans. Ainsi le 31 janvier 828 le corps de saint Marc, au milieu de l'allégresse générale, rejoint Venise.
Avec la possession des précieuses reliques, le prestige religieux du duché est renforcé, saint Marc devient le nouveau patron de la ville et de l'État au côté du Byzantin saint Théodore. Giustiniano ordonne la construction, à côté de la chapelle dédiée à Théodore, du premier corps de la basilique Saint-Marc, sur un terrain appartenant aux nonnes de Saint-Zacharie, à qui il attribue, en compensation, une rente annuelle.
Sentant la fin proche, Giustinano nomme son frère Giovanni co-Dux pour pouvoir lui transférer la charge, celui-ci se trouve encore à Constantinople. Il fait un testament, demandant à sa femme et à sa belle-fille de terminer l'église Saint-Marc. Il meurt peu après en 829.

## Sources
- Notices d'autorité :   - VIAF
  - GND

- (it) Cet article est partiellement ou en totalité issu de l’article de Wikipédia en italien intitulé « Giustiniano Participazio » (voir la liste des auteurs).